# Сатурн (сімейство ракет-носіїв)

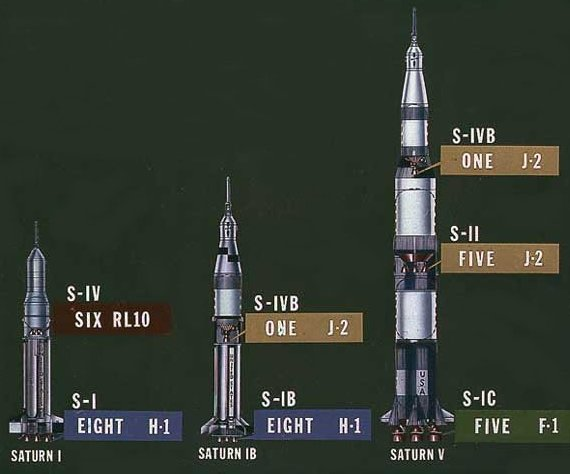
Сімейство ракет-носіїв «Сатурн»: «Сатурн I», «Сатурн IB» і «Сатурн V».

«Сатурн» (англ. Saturn) — серія американських ракет-носіїв. Було побудовано й запущено три версії: «Сатурн I» середньої вантажопідйомності, «Сатурн IB» великої вантажопідйомності і «Сатурн V» надвеликої вантажопідйомності. Розробка цих ракет велася в рамках космічної програми «Аполлон».
Американські ракети сімейства «Сатурн» були розроблені групою колишніх німецьких ракетних інженерів і вчених на чолі з Вернером фон Брауном для запуску важких вантажів на навколоземну орбіту і за її межі. У верхніх ступенях ракет сімейства «Сатурн» як паливо використовувався рідкий водень. Спочатку їх планувати використовувати як ракети-носії для військових супутників, але згодом вони стали ракетами-носіями для програми «Аполлон», основною метою якою було висадження людини на Місяць.
Назву «Сатурн» запропонував Вернер фон Браун у жовтні 1958 року як логічне продовження серії «Юпітер».
У 1963 році президент США Джон Кеннеді назвав запуск ракети-носія «Сатурн I SA-5» тим моментом, коли США випередять Радянський Союз, від якого вони почали відставати того, як той 12 квітня 1961 року здійснив перший політ людини в космос. Востаннє Кеннеді згадав про це у промові, виголошеній на військово-повітряній базі Брукс у Сан-Антоніо за день до його вбивства.
На сьогодні (2024 рік) «Сатурн V» є єдиною ракетою-носієм, яка транспортувала людей за межі низької навколоземної орбіти. Загалом протягом чотирьох років, з грудня 1968 по грудень 1972 року, на Місяць були доставлені 24 астронавти. Жодна ракета «Сатурн» не зазнала катастрофічної аварії в польоті.

## Короткий опис моделей ракет
Нижче перелічено всі ракети сімейства «Сатурн» за датою створення.
| Назва               | Серійний номер | Призначення                                                            | Перший політ | Останній політ | Запуски | Запуски | Запуски | Примітки                                                                                             |
| Назва               | Серійний номер | Призначення                                                            | Перший політ | Останній політ | Загалом | Успішні | Невдалі | Примітки                                                                                             |
| ------------------- | -------------- | ---------------------------------------------------------------------- | ------------ | -------------- | ------- | ------- | ------- | --- |
| «Сатурн I» Block I  | SA-14          | Опрацювання                                                            | 27.10.1961   | 28.03.1963     | 4       | 4       | 0       | Тільки перший етап наживо.                                                                           |
| «Сатурн I» Block II | SA-5-10        | Опрацювання                                                            | 29.01.1964   | 30.07.1965     | 6       | 6       | 0       | Несла на борту стандартні супутники «Аполлон» CSM і супутники «Пегас» для вивчення мікрометеороїдів. |
| «Сатурн IB»         | SA-200         | Орбітальний носій космічного корабля «Аполлон» на навколоземній орбіті | 26.02.1966   | 15.07.1975     | 9       | 9       | 0       | Використовувалася для екіпажів «Аполлона-7», «Скайлеб» та випробувального проєкту «Союз — Аполлон».  |
| «Сатурн V».         | SA-500         | Носій космічного корабля «Аполлон» під час польоту до Місяця           | 09.11.1967   | 14.05.1973     | 13      | 12      | 1       | Запущено дев'ять пілотованих місячних місій та космічну станцію «Скайлеб».                           |

## Історія

### Початкова розробка
На початку 1950-х років Військово-морські сили та армія США активно розробляли ракети великої дальності, долучаючи до цього німецьких інженерів-ракетників, які брали участь у створенні успішної ракети «Фау-2» під час Другої світової війни. У Військово-морських сил це були ракета «Вікінг», а в армії — MGM-5 Corporal, PGM-19 Jupiter і PGM-11 Redstone. Тим часом Повітряні сили США розробляли свої ракети «Атлас» і «Титан», покладаючись більше на американських інженерів.
Між різними командами постійно точилася боротьба за фінансування, а Міністерство оборони США вирішувало, які проєкти варто підтримувати. 26 листопада 1956 року міністр оборони Чарлз Вілсон видав меморандум, яким позбавив армію наступальних ракет дальністю 200 миль (320 км) і більше, а ракети «Юпітер» передав Повітряним силам. З цього моменту Повітряні сили стануть головним розробником ракет, особливо ракет подвійного призначення, які також можуть бути використані як космічні ракети-носії.
Наприкінці 1956 року Міністерство оборони США оприлюднило технічні вимоги до важкої ракети-носія, призначеної для виведення на орбіту супутників зв'язку нового класу та «інших» супутників (програма розвідувальних супутників була надсекретною). Вимоги, розроблені тоді ще неофіційним Агентством передових дослідних проєктів США (ARPA, нині DARPA), передбачали створення ракети-носія, здатної виводити на орбіту від 9000 до 18 000 кг вантажу або розганяти від 2700 до 5400 кг до злітної швидкості.
Оскільки меморандум Чарлза Вілсона стосувався лише зброї, а не космічних апаратів, Агентство армійських балістичних ракет (ABMA) побачило можливість продовжити розробку власних проєктів важких ракет. У квітні 1957 року фон Браун доручив Гайнцу-Германну Кьолле, керівнику конструкторського відділу Future Projects, проаналізувати проєкти спеціальних ракет-носіїв, які можна було б побудувати якнайшвидше. Кьолле оцінив кілька різноманітних проєктів ракет-носіїв, максимальна вантажопідйомність яких становила близько 1400 кг, але могла бути збільшена до 4500 кг за допомогою нових високоенергетичних розгінних блоків. Утім, ці розгінні блоки залишалися доступними до 1961 або 1962 року, а ракети-носії все одно не відповідали вимогам Міністерства оборони щодо важких вантажів.
Щоб задовольнити прогнозовану потребу у виведенні на орбіту вантажів масою 10 000 кг і більше, за розрахунками команди ABMA, потрібен був прискорювач (перший ступінь) із тягою близько 6700 кН — набагато більшою, ніж у будь-якої ракети, яка на той момент вже існувала або розроблялася. Для розв'язання цієї задачі розробники пропонували згрупувати кілька вже існуючих ракет разом, створивши таким чином потужніший прискорювач. Проаналізувавши наявні конструкції, вони розглядали можливість узяти за основу бак від однієї ракети «Юпітер» і приєднати до нього вісім баків із таким діаметром, як у «Редстоуна». Ця відносно дешева конфігурація дала б змогу «швидко й грубо» створити потрібну конструкцію, скориставшись наявними виробничими й конструкторськими потужностями.

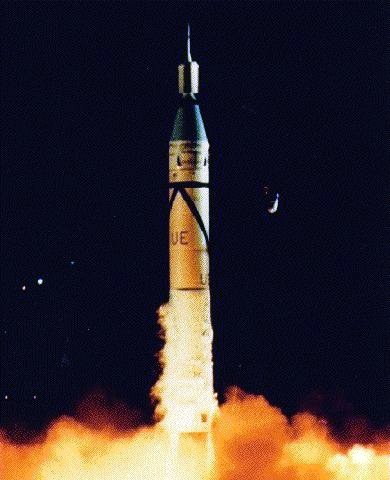
Ракета «Юпітер-С» виводить на орбіту супутник «Експлорер-1» (1958)

Було розглянуто два підходи до побудови «Супер-Юпітера»: поєднати кілька двигунів у кластер так, щоб їхня сумарна тяга досягала 6700 кН, або створити один набагато потужніший двигун. Обидва підходи мали свої переваги й недоліки. Створити невеликий двигун для кластерного використання було б відносно нескладно, оскільки ризики, пов'язані з експлуатацією існуючих систем, уже були відомі, але це вимагало дублювання систем і значно підвищувало ймовірність відмови ступенів (додавання двигунів, як правило, знижує надійність, згідно із законом Луссера). Один великий двигун був би надійнішим й ефективнішим, оскільки він не потребував дублювання «мертвої ваги», як-от паливна система й гідравліка для керування кожного окремого двигуна. З іншого боку, двигун такого розміру ще ніколи не будували, а його розробка була б дорогою й ризикованою. Повітряні сили уже висловлювали зацікавленість у потужному двигуні (згодом ним став знаменитий Rocketdyne F-1), але на той час їхньою метою була тяга лише в 4400 кН; крім того, станом на середину 1960-х років такі двигуни ще не були створені. Єдиним способом задовольнити вимоги вчасно і в рамках бюджету здавався кластерний двигун.
«Супер-Юпітер» був лише першим ступенем ракети-носія; для виведення корисного навантаження на орбіту потрібні були додаткові ступені. ABMA запропонувало використовувати як другий ступінь ракети «Титан» або «Атлас» — можливо, з новим розгінним блоком «Центавр». Компанія General Dynamics (Astronautics Corp.) запропонувала «Центавр» як розгінний блок для ракети «Атлас» власної розробки, щоб пришвидшити створення ракети-носія, здатної виводити на низьку навколоземну орбіту вантажі вагою до 3900 кг. «Центавр» базувався на тій самій концепції «цистерна з внутрішнім тиском», що й «Атлас», і був побудований на тих самих конструкціях діаметром 3000 мм. Оскільки «Титан» цілеспрямовано будували такого ж розміру, це означало, що «Центавр» можна поставити на будь-яку ракету. Оскільки «Атлас» був пріоритетнішим з двох проєктів міжконтинентальної балістичної ракети (МБР), а його виробництво було повністю враховано, ABMA зосередилася на «запасному» проєкті — «Титані», хоча вони пропонували збільшити довжину ступеня, щоб вмістити додаткове паливо.
У грудні 1957 року ABMA представила Міністерству оборони США документ «Пропозиція: національна інтегрована програма розвитку ракет і космічних апаратів», у якому детально описувався кластерний підхід. Команда ABMA пропонувала прискорювач, який складався з корпуса ракети «Юпітер», до якого приєднувалися вісім «Редстоунів», що виконували роль баків, перехідник у нижній частині та чотири двигуни Rocketdyne E-1, кожен із яких забезпечував тягу в 1700 кН. Крім того, команда передбачила можливість майбутнього розширення конструкції за допомогою одного двигуна потужністю 6700 кН, що потребувало б внесення відносно незначних змін. Розгінний блок являв собою подовжений «Титан», а зверху розміщувався «Центавр». У результаті вийшла дуже висока й тонка ракета, зовсім не схожа на «Сатурн», який з'явився зрештою.
Для кожного з родів військ прогнозувалося конкретне використання, зокрема навігаційні супутники для Військово-морських сил; розвідувальні, комунікаційні й метеорологічні супутники для Армії США і Повітряних сил; підтримка пілотованих місій Повітряних сил; і логістичне забезпечення Армії на відстанях до 6400 км. Розробку й випробування розгінного блоку планувалося завершити до 1963 року — приблизно тоді, коли «Центавр» мав стати доступним для випробувань у складі ракети-носія. Загальна вартість розробки протягом 1958—1963 років становила 850 млн дол. і охоплювала 30 дослідних польотів.

### Несподіваний радянський супутник

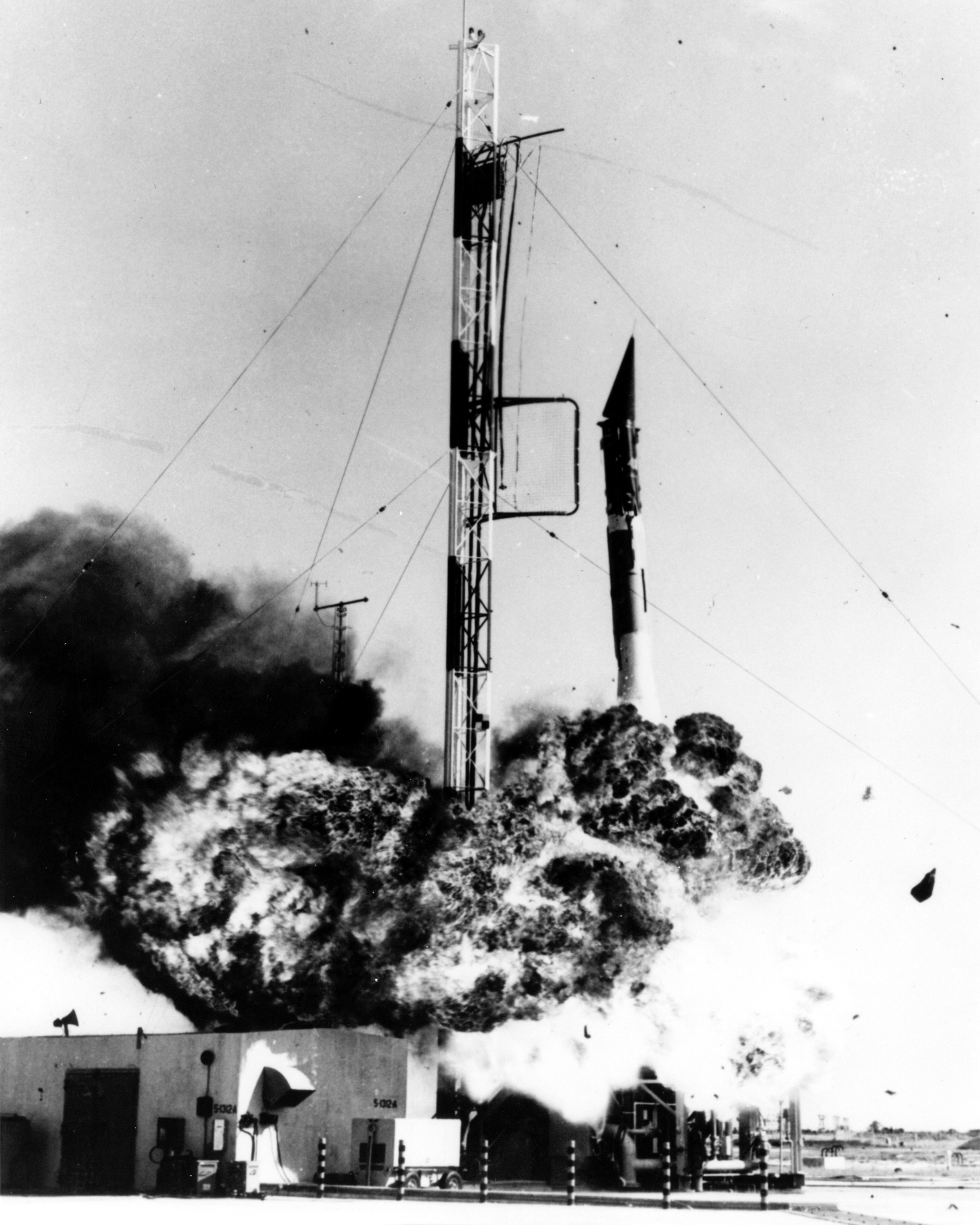
Вибух ракети-носія «Венгард TV3» під час запуску 6 грудня 1957 року.

Поки тривала робота над розробкою «Супер-Юпітера», йшла підготовка до запуску першого супутника, який вважався внеском США в Міжнародний геофізичний рік — 1957-й. Через складні політичні причини програму передали Військово-морським силам США, де вона отримала назву «Венгард» (англ. Vanguard — «авангард»). Ракета-носій «Венгард» складалася з нижнього ступеня «Вікінг», до якого приєднувалися нові розгінні блоки, взяті з метеорологічних ракет і адаптовані. Цінну підтримку в розробці «Вікінга» й «Венгарда» надала ABMA, поділившись своїми знаннями з перших рук про ракету «Фау-2», а також розробивши її систему наведення. Перші три суборбітальні випробувальні польоти «Венгарда», починаючи з грудня 1956 року, пройшли без проблем, а її повноцінний запуск був запланований на кінець 1957 року.

Але 4 жовтня 1957 року Радянський Союз шокував світ запуском першого штучного супутника Землі. Хоча певні ознаки того, що СРСР працює в цьому напрямку, спостерігалися й раніше, мало хто з американських військовиків і науковців сприймав їх серйозно. Коли в листопаді 1954 року міністра оборони Чарлза Вілсона запитали, чи здатен СРСР запустити свій супутник, той відповів:
Мені байдуже, запустять вони супутник чи ні.
Однак пересічні американські сприйняли цю подію інакше: вона стала великою катастрофою для США в галузі зв'язків із громадськістю. Запуск «Венгарда» планувався невдовзі після запуску «Супутника», але через низку затримок його старт відсунувся на грудень, а під час старту ракета потужно вибухнула. Преса відреагувала різко: у газетах ракету називали «Капутнік» і «Проєкт „Ар'єргард“». Журнал «Тайм» висловився так:
…У розпал холодної війни смілива наукова мета «Венгарда» виявилася катастрофічно скромною: росіяни дісталися туди [у космос] першими. Реакція Білого дому на запуск «Супутника», — мовляв, США не брали участі в супутникових «перегонах» із Росією — це не просто виправдання постфактум. Доктор Гаген казав ще десять місяців тому: «Ми взагалі не збиралися змагатися з росіянами». Утім, в очах світу США, хотіли вони того чи ні, таки брали участь у супутникових перегонах, і через провал уявлень Адміністрації [президента], який дорого їй обійшовся, проєкт «Венгард» ледь волоче ноги, а натомість він мав би бігти щосили. Він ще перебував на етапі реалізації, а короткі звукові сигнали «Супутника» вже сповістили світові, що авангардною є російська супутникова програма, а не американська.
Фон Браун відреагував на запуск першого штучного супутника, заявивши, що в разі потреби може вивести супутник на орбіту протягом 90 днів після отримання дозволу. Його план полягав у тому, щоб поєднати існуючу ракету «Юпітер-С» (яка, за іронією, є адаптацією «Редстоуна», а не «Юпітера») із твердопаливними двигунами «Венгарда», і запустити «Юнону-1». Поки всі чекали на запуск «Веннгарда», негайної відповіді не було, але через постійні затримки з «Венгардом» і листопадовий запуск «Супутника-2» дозвіл на запуск було надано того ж місяця. Фон Браун дотримав своєї обіцянки і 1 лютого 1958 року здійснив успішний запуск «Експлорера-1». 17 березня 1958 року програма «Венгард» нарешті стала успішною.

### ARPA обирає «Юнону»

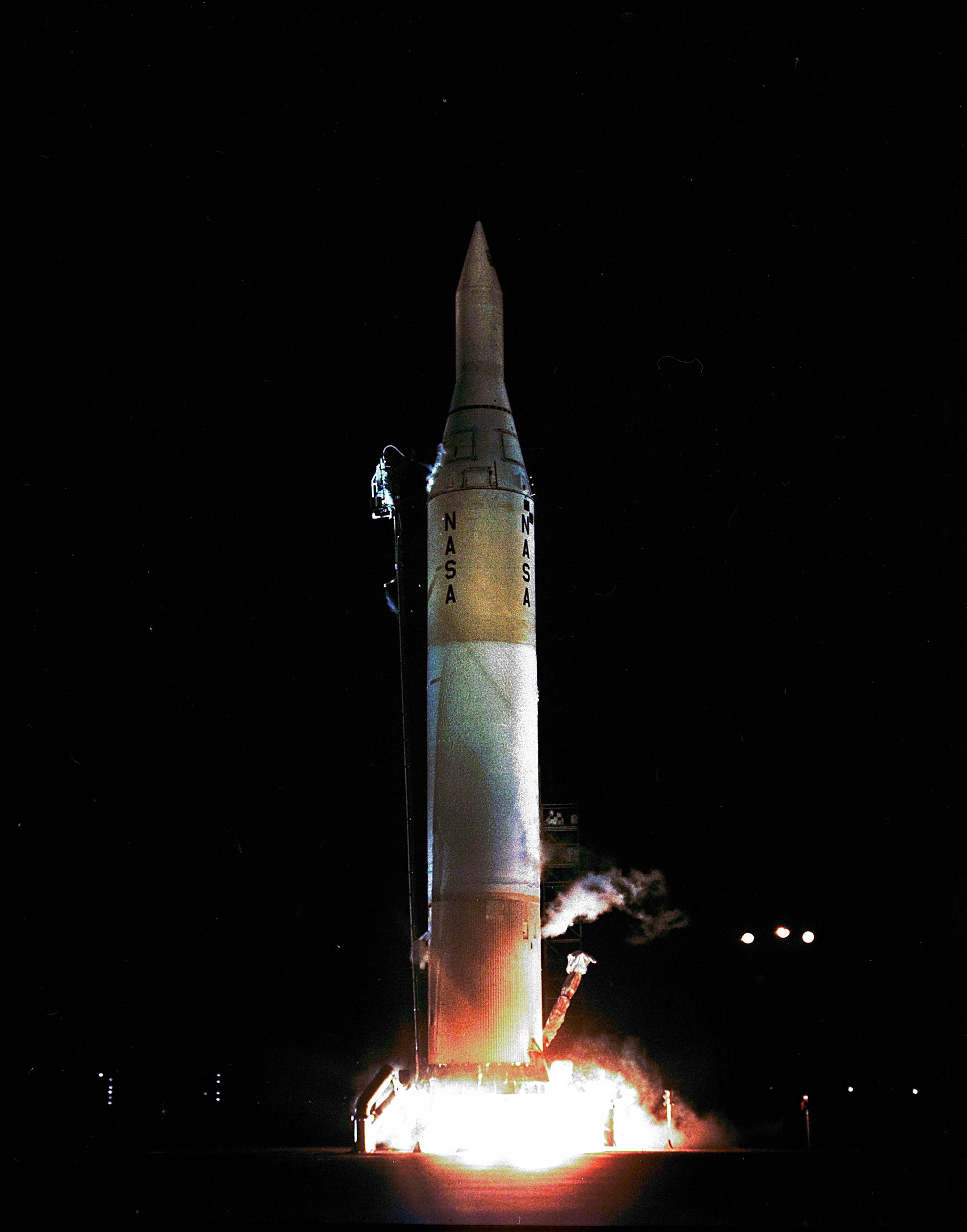
«Юнона-2» запускає «Піонер-4», 3 березня 1959 року.

Занепокоєне тим, що Радянський Союз продовжував демонструвати свої несподівано ефективні технології, яких у США, здавалося, узагалі не було, Міністерство оборони США проаналізувало цю проблему і дійшло висновку, що вона має переважно бюрократичний характер. Оскільки кожний вид збройних сил США виконував власні програми досліджень і розробок, значна кількість окремих задач виконувалася двічі або тричі і точилася міжвідомча боротьба за ресурси. До того ж Міністерство оборони запровадило власні бюрократичні правила закупівель і укладання контрактів, через що значно зросли накладні витрати.
Щоб розв'язати ці проблеми, Міністерство оборони ініціювало створення нової науково-дослідної групи з розробки ракет-носіїв із широкими повноваженнями, які виходили за межі традиційного поділу на армію, флот і повітряні сили. Перед групою було поставлено завдання: якнайшвидше наздогнати СРСР у космічних технологіях, використовуючи будь-яку технологію, незалежно від її походження. 7 лютого 1958 року ця новостворена група була оформлена як Агентство перспективних дослідницьких проєктів (ARPA). Група аналізувала вимоги Міністерства оборони США до ракети-носія і порівнювала різні доступні на той час підходи.
Поки ABMA розробляло «Супер-Юпітер», Повітряні сили працювали над концепцією ракети «Титан C». Повітряні сили набули цінний досвід роботи з рідким воднем, працюючи над проєктом розвідувального літака Lockheed CL-400 Suntan, і були впевнені у своїй спроможності використовувати це летке паливо в ракетах. Вони вже погодилися з аргументом Крафта Еріке, що водень є єдиним практичним паливом для верхніх ступенів, і, спираючись на нього, розпочали роботу над «Центавром». «Титан C» був проміжним ступенем, який працював на водні і зазвичай розташовувався між «Титаном» і «Центавром»; на низькоорбітальних ракетах, як-от Dyna-Soar, його можна було використовувати без «Центавра». Однак, оскільки водень має набагато меншу густину, ніж традиційні види палива, особливо гас, верхній ступінь мав бути досить великим, щоб вмістити достатню кількість палива. Оскільки і «Атлас», і «Титан» мали діаметр 120 дюймів (трохи більше 3 м), здавалося логічним зробити такого діаметра й «Титан С», але в результаті утворилася б висока й тонка ракета із сумнівною міцністю і стабільністю. Натомість у проєкті передбачалося, що «Титан C» буде новим ступенем зі збільшеним діаметром 160 дюймів (більше 4 м), — тобто це мала бути абсолютно нова ракета.
Для порівняння, проєкт «Супер-Юпітер» базувався на вже готових компонентах, за винятком двигунів E-1. Хоча для виконання високоорбітальних місій він також покладався на «Центавр», ракету можна було використовувати для виведення вантажу на низькі навколоземні орбіти і без «Центавра», що забезпечувало певну гнучкість на випадок, якщо в «Центавра» виникнуть проблеми. Агентство ARPA погодилося, що запропонована «Юнона» з більшою ймовірністю вкладеться в необхідні часові рамки, хоча агентство вважало, що для використання E-1 немає вагомих підстав, і рекомендувало використовувати підхід з меншим ризиком і в цьому випадку. У відповідь Агентство армійських балістичних ракет (ABMA) запропонувало новий проєкт «Юнона V» (як продовження серій «Юнона I» і «Юнона II»; «Юноною III» і «Юноною IV» вважалися незавершені концепції на базі ракет «Атлас» і «Титан»), який замінив чотири двигуни E-1 на вісім H-1 (не плутати з радянською ракетою Н-1) — набагато скромнішу модернізацію існуючих двигунів S-3D, які вже використовувалися на ракетах «Тор» і «Юпітер». Це дало змогу збільшити тягу з від 670 до 840 кілоньютонів. За оцінками, такий підхід мав заощадити до 60 мільйонів доларів на розробку і скоротити до двох років часу на НДДКР.

15 серпня 1958 року Агентство ARPA, задоволене результатами оновлення, видало наказ № 14-59, у якому закликало ABMA
…розпочати програму розробки великого прискорювача для космічного корабля з тягою приблизно 1 500 000 фунтів на основі кластера наявних ракетних двигунів. Безпосередньою метою цієї програми є демонстрація повномасштабних динамічних випробувань до кінця 1959 року.
Після цього 11 вересня 1958 року було укладено ще один контракт із Rocketdyne на початок робіт над двигуном H-1. 23 вересня 1958 року ARPA і Командування повітряних і ракетних військ Армії США (AOMC) уклали додаткову угоду, яка розширювала рамки програми, зазначивши:
На додаток до динамічних випробувань…, цим погоджується, що ця програма тепер має бути розширена з метою забезпечити проведення льотних випробувань цього прискорювача приблизно до вересня 1960 року.
Крім того, ARPA хотіло, щоб ABMA виготовило три додаткові прискорювачі, останні дві з яких були б «здатні виводити на орбіту обмежене корисне навантаження».
Уже до цього моменту члени групі ABMA часто називали проєкт «Сатурн», оскільки фон Браун подавав його як логічне розвинення «Юпітера» (Сатурн — наступна за Юпітером планета). У лютому 1959 року цю назву затверлили, і вона стала офіційною.

### Долучення НАСА

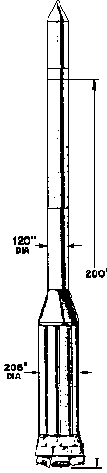
Конфігурація «Сатурн I» для (1959)

Окрім ARPA, можливість створення цивільного агентства, яке займалося б дослідженням космосу, розглядали також різні групи в уряді США. Після запуску «Супутника-1» ці зусилля набули термінового характеру і активно підтримувалися. НАСА було створено 29 липня 1958 року, і воно одразу ж почало аналізувати проблему пілотованих космічних польотів, а також вивчати, які ракети-носіїв необхідні для роботи в цій галузі. Однією з цілей, навіть на цьому ранньому етапі, була пілотована місія на Місяць. На той час експерти НАСА вважали, що найкращим підходом була концепція прямого злету, який передбачав виведення на орбіту одного дуже великого космічного корабля, здатного долетіти до Місяця, здійснити посадку і повернутися на Землю. Для запуску такого величезного космічного корабля потрібна була б нова ракета-носій із набагато більшою потужністю; навіть потужності «Сатурна» не вистачало. У рамках програми «Нова» НАСА почало вивчати низку потенційних проєктів створення ракет.
Можливість пілотованих місячних польотів вивчало не тільки НАСА. Інтерес до неї вже деякий час виявляв Вернер фон Браун: він аналізував, що саме буде потребуватиме доставлення людини на Місяць. Розроблений ABMA проєкт «Горизонт» передбачав здійснення 15 запусків ракети-носія «Сатурн» для доставки компонентів космічних кораблів і палива, які після збирання на орбіті мали утворити один дуже великий корабель для польоту на Місяць. Така концепція місії — зустріч на навколоземній орбіті — вимагала найменшої кількості прискорювачів на один запуск, а отже, її можна було реалізувати за допомогою ракет вже існуючих конструкцій. Це мав бути перший крок до створення невеликої пілотованої бази на Місяці, для забезпечення якої знадобилося б кілька додаткових запусків ракети-носія «Сатурн» щомісяця.
У 1958 році Повітряні сили також розпочали власний проєкт Lunex, теж із метою створити пілотований місячний аванпост. Як і в проєктах НАСА, у Lunex перевага віддавалася режиму прямого злету, а тому він потребував значно більших прискорювачів. У рамках проєкту була розроблена абсолютно нова серія ракет, відома як Space Launching System, або SLS (не плутати зі Space Launch System, частиною програми «Артеміда»), яка поєднувала ряд твердопаливних прискорювачів із ракетою «Титан» або новим спеціальним розгінним блоком і призначалася для вирішення широкого спектра задач, які передбачали запуски з великою стартовою вагою. У найменшій комплектації SLS складалася з ракети «Титан» і двох твердопаливних блоків, що надавало їй характеристики, подібні до «Титан C» і давало змогу використовувати її як пускову установку для Dyna-Soar. У найбільшій комплектації використовувалися набагато більші твердопаливні ракети і значно збільшений прискорювач, що забезпечувало безпосередній зліт. Комбінації між цими крайнощами використовувалися для інших завдань із запуску супутників.

## Комітет Сільверстейна
Щоб рекомендувати конкретні напрямки, які НАСА могло б обрати в рамках існуючої армійської програми, була створена урядова комісія — «Комітет з оцінювання ракети-носія „Сатурн“» (Saturn Vehicle Evaluation Committee), більше відомий як Комітет Сільверстейна. Комітет рекомендував розробити нові розгінні блоки для ракети-носія «Сатурн», які працюють на водні, і запропонував вісім різних конфігурацій ракети-носія великої вантажопідйомності, починаючи від рішень із дуже низьким рівнем ризику, у яких широко використовувалися вже існуючі технології, і закінчуючи конструкціями, що спиралися на ще не розроблене обладнання, зокрема й запропонований новий розгінний блок. Конфігурації були такими:

### «СатурнA»
- «Сатурн A-1[en]» — нижній ступінь «Сатурна», другий ступінь «Титана» і третій ступінь «Центавра» (оригінальна концепція фон Брауна)[27].
- «Сатурн A-2[en]» — нижній ступінь «Сатурна», другий ступінь «Юпітера», які пропонується згрупувати, і третій ступінь «Центавра»[28].

### «СатурнB»
- «Сатурн B-1[en]» — нижній ступінь «Сатурна», запропонований другий кластерний ступінь «Титана», запропонований третій ступінь S-IV[en] і четвертий ступінь «Центавра»[29].

### «СатурнC»
- «Сатурн C-1» — нижній ступінь «Сатурна», запропонований другий ступінь S-IV[en] (подібний до фактичного «Сатурна I»).
- «Сатурн C-2[en]» — нижній ступінь «Сатурна», запропонований другий ступінь S-II, запропонований третій ступінь S-IV[en].
- «Сатурн C-3[en]», «Сатурн C-4[en]» і «Сатурн C-5» — засновані на різних варіантах нового нижнього ступеня з двигунами Rocketdyne F-1, варіантах запропонованих других ступенів S-II і запропонованих третіх ступенів S-IV[en] (причому C-5 схожий на реальний «Сатурн V»).

Варіанти ракети «Сатурн&nbsp;C»
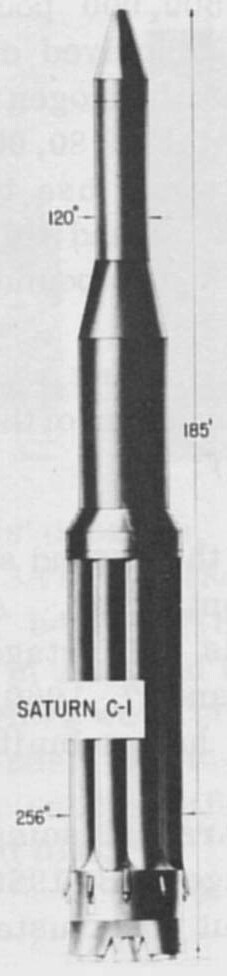
«Сатурн C-1»
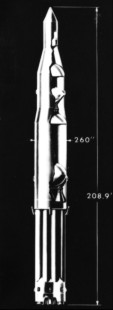
«Сатурн C-2»
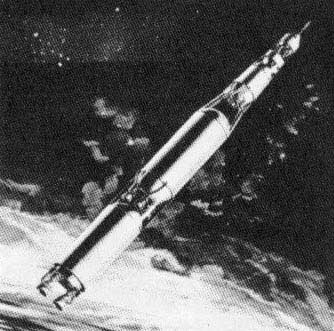
«Сатурн C-3»
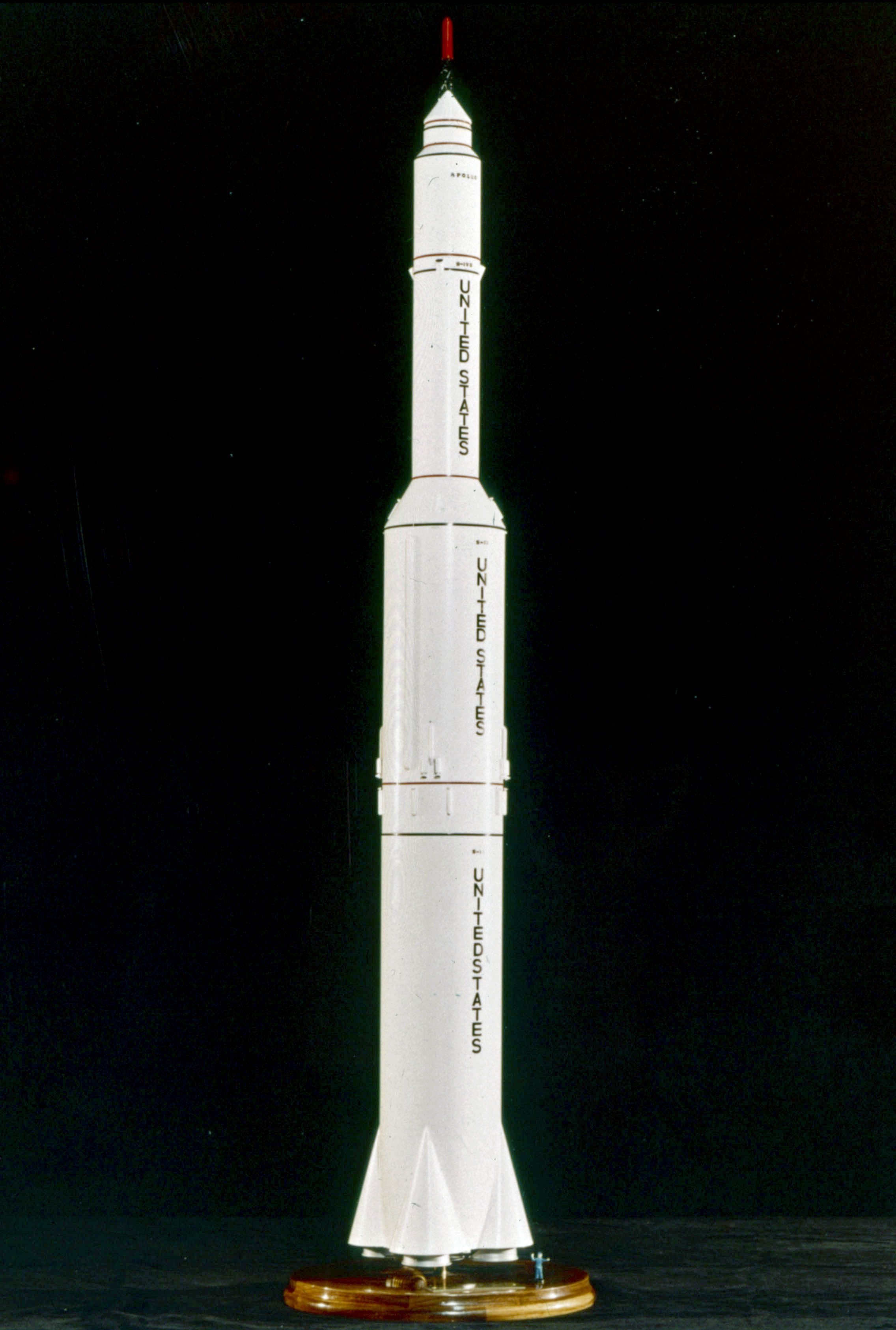
«Сатурн C-4»
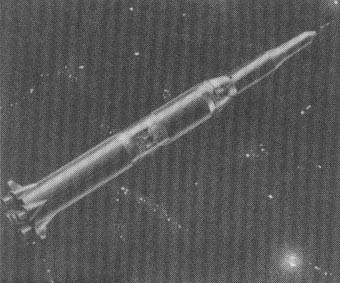
«Сатурн C-5»

Контракти на розробку нового водневого двигуна було укладено з компанією Rocketdyne у 1960 році, а на розробку ступені «Сатурн IV» — з компанією Douglas того ж року.

### Історія запусків

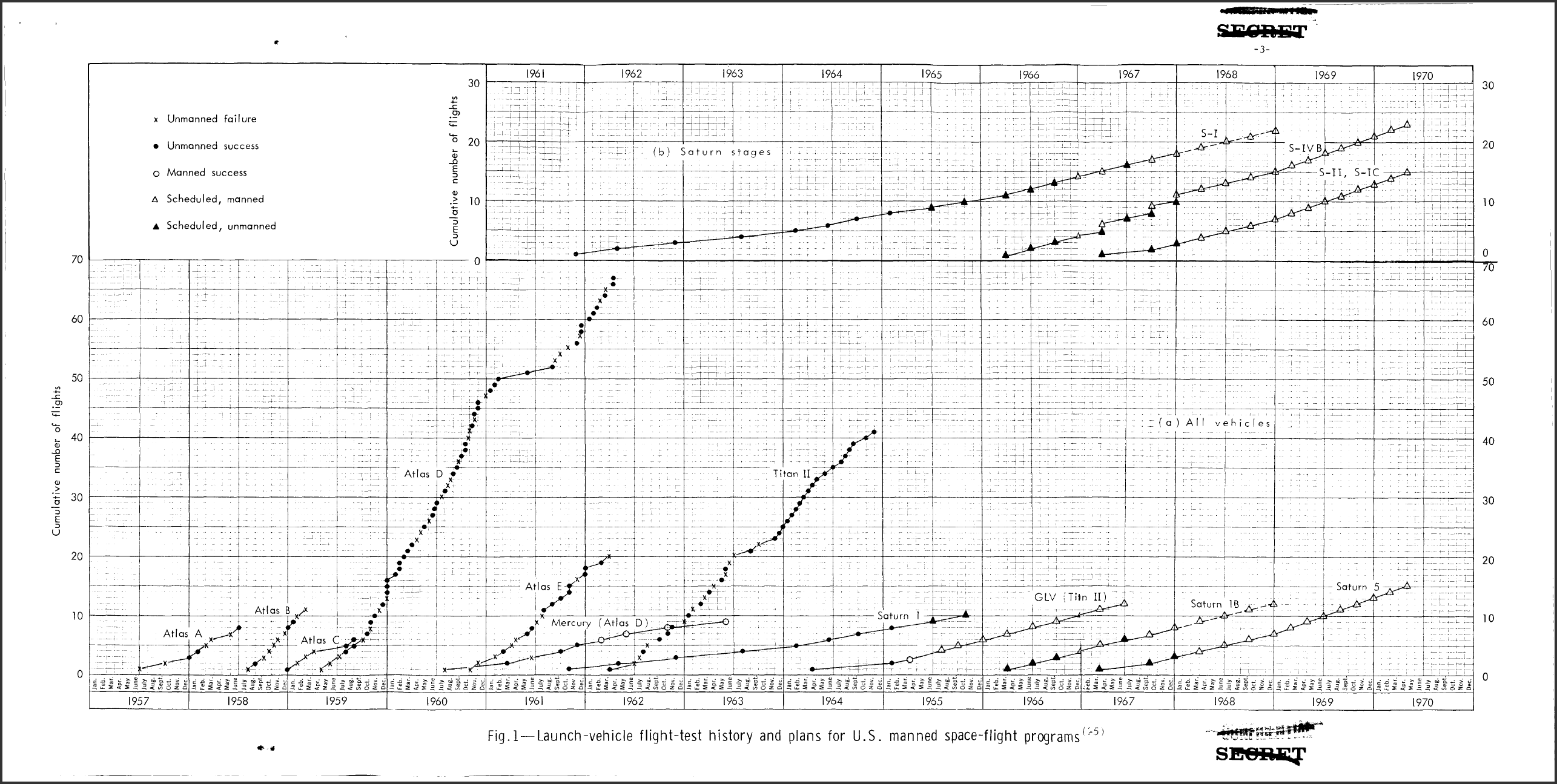
Графік 1965 року, на якому поєднані історія і прогноз запусків ракет-носіїв «Сатурн» за місяцями (разом з «Атласом» і «Титаном»).

| Програма  | Носій  | Місія          | Дата запуска | Діляінка |
| --------- | ------ | -------------- | ------------ | -------- |
| Сатурн I  | SA-1   | SA-1           | 27.10.1961   | 34       |
| Сатурн I  | SA-2   | SA-2           | 25.04.1962   | 34       |
| Сатурн I  | SA-3   | SA-3           | 16.11.1962   | 34       |
| Сатурн I  | SA-4   | SA-4           | 28.03.1963   | 34       |
| Сатурн I  | SA-5   | SA-5           | 29.01.1964   | 37B      |
| Сатурн I  | SA-6   | A-101          | 28.05.1964   | 37B      |
| Сатурн I  | SA-7   | A-102          | 18.09.1964   | 37B      |
| Сатурн I  | SA-9   | A-103          | 16.02.1965   | 37B      |
| Сатурн I  | SA-8   | A-104          | 25.05.1965   | 37B      |
| Сатурн I  | SA-10  | A-105          | 30.07.1965   | 37B      |
| Сатурн IB | SA-201 | AS-201         | 26.02.1966   | 34       |
| Сатурн IB | SA-203 | AS-203         | 05.07.1966   | 37B      |
| Сатурн IB | SA-202 | AS-202         | 25.08.1966   | 34       |
| Сатурн V  | SA-501 | Аполлон-4      | 09.11.1967   | 39A      |
| Сатурн IB | SA-204 | Аполлон-5      | 22.01.1968   | 37B      |
| Сатурн V  | SA-502 | Аполлон-6      | 04.04.1968   | 39A      |
| Сатурн IB | SA-205 | Аполлон-7      | 11.10.1968   | 34       |
| Сатурн V  | SA-503 | Аполлон-8      | 21.12.1968   | 39A      |
| Сатурн V  | SA-504 | Аполлон-9      | 03.03.1969   | 39A      |
| Сатурн V  | SA-505 | Аполлон-10     | 18.05.1969   | 39B      |
| Сатурн V  | SA-506 | Аполлон-11     | 16.07.1969   | 39A      |
| Сатурн V  | SA-507 | Аполлон-12     | 14.11.1969   | 39A      |
| Сатурн V  | SA-508 | Аполлон-13     | 11.04.1970   | 39A      |
| Сатурн V  | SA-509 | Аполлон-14     | 31.01.1971   | 39A      |
| Сатурн V  | SA-510 | Аполлон-15     | 26.07.1971   | 39A      |
| Сатурн V  | SA-511 | Аполлон-16     | 16.04.1972   | 39A      |
| Сатурн V  | SA-512 | Аполлон-17     | 07.12.1972   | 39A      |
| Сатурн V  | SA-513 | Скайлеб-1      | 14.05.1973   | 39A      |
| Сатурн IB | SA-206 | Скайлеб-2      | 25.05.1973   | 39B      |
| Сатурн IB | SA-207 | Скайлеб-3      | 28.07.1973   | 39B      |
| Сатурн IB | SA-208 | Скайлеб-4      | 16.11.1973   | 39B      |
| Сатурн IB | SA-210 | Союз — Аполлон | 15.07.1975   | 39B      |

## Програма «Аполлон»
У травні 1961 року тодішній президент США Джон Кеннеді поставив перед НАСА задачу: доставити астронавта на Місяць до кінця десятиліття. Через це раптово зріс інтерес до програми «Сатурн». Тогоріч спостерігався шквал дослідницької активності: оцінювалися різні способи досягнення Місяця.
Для цієї місії розглядалися ракети «Нова» і «Сатурн», які мали схожу конструкцію; деякі їхні компоненти були спільними. Однак урешті-решт було вирішено, що легше буде запустити у виробництво «Сатурн», оскільки багато його компонентів допускали транспортування літаками. Для використання «Нови» знадобилося б будувати нові заводи, і існували небезпідставні побоювання, що їх не вдасться побудувати вчасно. «Сатурн» же потребував лише одного нового заводу для найбільшого із запропонованих нижніх ступенів, і був обраний насамперед з цієї причини.
Було вирішено, що вимогам найкраще відповідає «Сатурн С-5» — найпотужніша з конфігурацій, обраних Комітетом Сільверстейна. Пізніше вона дістала назву «Сатурн V». На той час конфігурація місії ще не була остаточно визначена, тому, щоб забезпечити достатню потужність, просто обрали конструкцію з найпотужнішими прискорювачами. Вибір методу виведення на навколомісячну орбіту дав змогу знизити вимоги до маси ракети-носія до рівня, нижчого за вимоги до ракети «Нова», у межах діапазону C-5.
Утім, на той момент усі три ступені існували лише на папері, і було зрозуміло, що, найімовірніше, місячна частина космічного корабля буде розроблена й готова до випробувань задовго до прискорювачів. Тому НАСА вирішило водночас продовжити розробку ракети C-1 (пізніше «Сатурн I») як випробувального апарата, оскільки його нижній ступінь базувався на існуючих технологіях (баки Redstone і Jupiter), а верхній ступінь уже перебував у стадії розробки. Це дало б змогу провести важливі випробування для ступеня S-IV, а також створити платформу для запуску капсул та інших компонентів на низьку навколоземну орбіту.
Фактично побудовані були такі члени сімейства «Сатурн»:
- «Сатурн I» — 10 польотів: 5 випробувальних польотів і 5 запусків типових космічних кораблів «Аполлон»[33] і супутників для дослідження мікрометеоритів «Пегас[en]».
- «Сатурн IB» — 9 запусків; вдосконалена версія ракети «Сатурн I» із потужнішим першим ступенем (позначена як S-IB) і з використанням ступеня S-IVB ракети-носія «Сатурн V» як другого ступеня. Вони доставили на навколоземну орбіту перший екіпаж «Аполлона», а також три екіпажі «Скайлеб» і один екіпаж «Союз — Аполлон».
- «Сатурн V» — 13 запусків; місячна ракета, яка доставила астронавтів «Аполлона» на Місяць і вивела на орбіту космічну станцію «Скайлеб».

Побудовані представники сімейства «Сатурн»
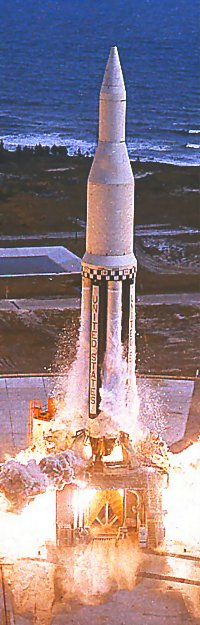
Запуск «Сатурн I» (SA-1) з LC-34.
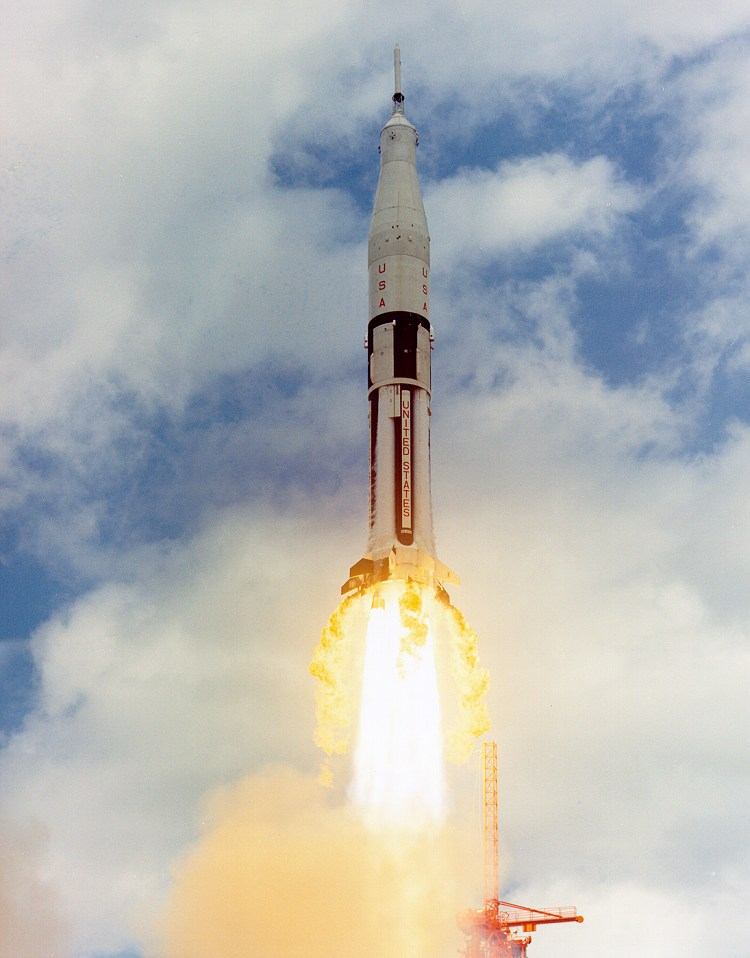
Старт «Сатурн IB» (AS-202) з космодрому LC-34.
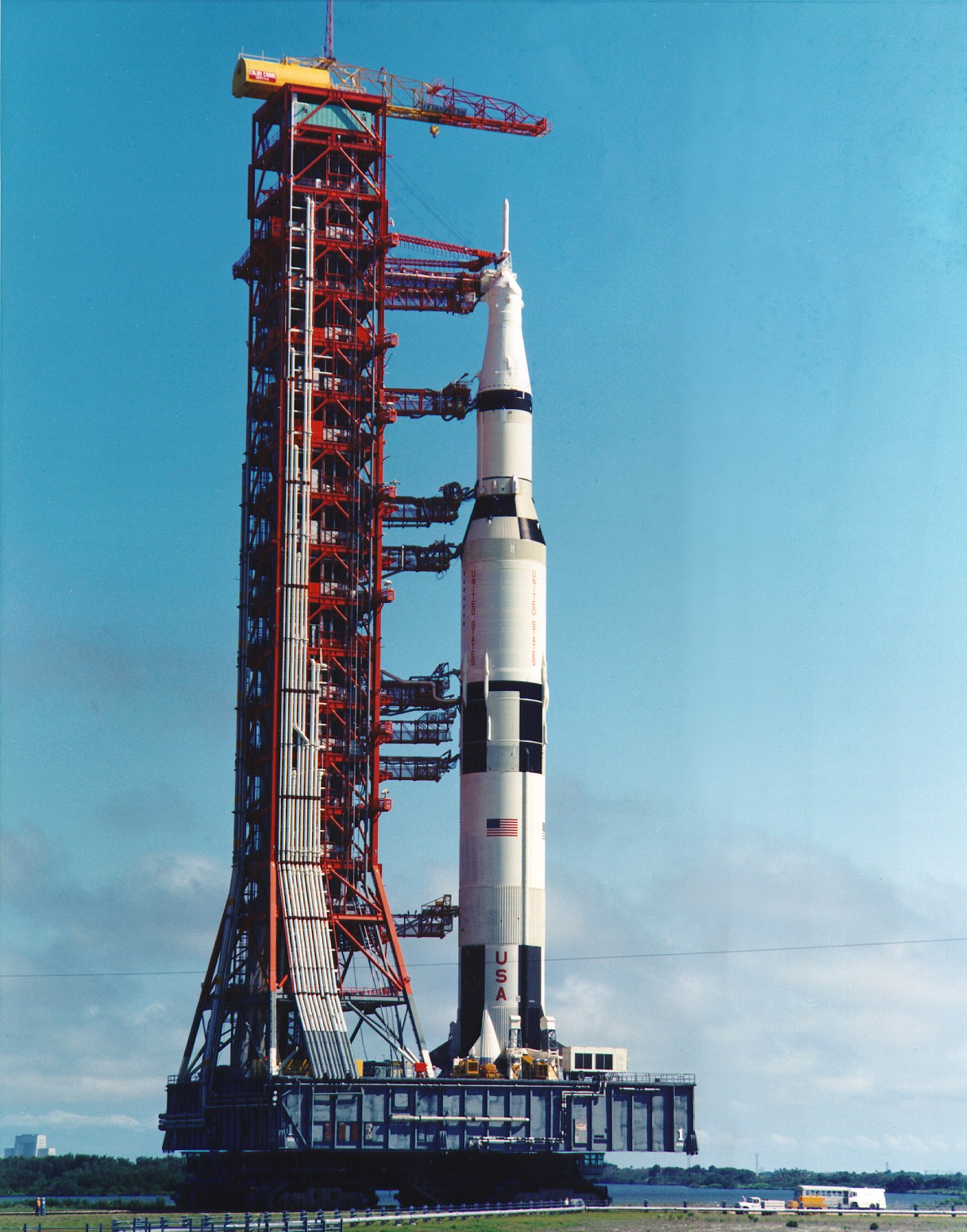
«Сатурн»V» («Аполлон-11») викочують на стартовий майданчик.